# Hlavče Njive
Hlavče Njive – wieś w Słowenii, w gminie Gorenja vas-Poljane. W 2018 roku liczyła 70 mieszkańców.